# Ministerstvo informatiky České republiky
Ministerstvo informatiky České republiky bylo v letech 2003–2007 ústředním orgánem státní správy pro informační technologie a poštovní služby. Ministerstvo sídlilo na adrese Havelkova 2, která byla v roce 2009 přejmenována na Siwiecovu, v Praze na Žižkově a oficiální webové stránky mělo na adrese www.micr.cz.

## Historie
Oblastí své činnosti navazuje na někdejší ministerstvo pošt a telegrafů.
Ministerstvo bylo zřízeno s účinností od 1. ledna 2003 zákonem č. 517/2002 Sb., kterým byl také změněn zákon č. 2/1969 Sb., o zřízení ministerstev a jiných ústředních orgánů státní správy České republiky, ve znění pozdějších předpisů. Tento kompetenční zákon vymezoval základní působnost ministerstva. Na ministerstvo přešla působnost Úřadu pro veřejné informační systémy a působnost Ministerstva dopravy a spojů na úseku spojů, jakož i kompetence Úřadu pro ochranu osobních údajů v oblasti elektronického podpisu.
Ministerstvo informatiky bylo zrušeno k 1. červnu 2007 zákonem č. 110/2007 Sb. Jeho úkoly převzaly Ministerstvo vnitra, Ministerstvo průmyslu a obchodu a Ministerstvo pro místní rozvoj.
Znovuvytvoření ministerstva měla v programu například koalice Piráti a Starostové.

## Oblasti působnosti
Ministerstvo informatiky
- bylo ústředním orgánem státní správy pro informační a komunikační technologie, pro elektronické komunikace a pro poštovní služby (s výjimkou věcí svěřených do působnosti Českého telekomunikačního úřadu)
- bylo koordinátorem rozvoje elektronické veřejné správy (tzv. e-Governmentu)
- se zabývalo rovnou soutěží na telekomunikačním trhu a rozvojem elektronického obchodu
- mělo za úkol podporovat počítačovou gramotnost

## Ministři informatiky
- Vladimír Mlynář 15. 7. 2002 – 25. 4. 2005 (ve vládě Vladimíra Špidly[3] a ve vládě Stanislava Grosse)
- Dana Bérová 25. 4. 2005 – 4. 9. 2006 (ve vládě Jiřího Paroubka)
- Ivan Langer 4. 9. 2006 – 1. 6. 2007 (v první a druhé vládě Mirka Topolánka)